# Gymnothorax dovii
Gymnothorax dovii es una especie de pez de la familia de los morénidas en el orden de los Anguilliformes.

## Morfología
Los machos pueden llegar a alcanzar los 170 cm de longitud total.

## Distribución geográfica
Se encuentra desde Costa Rica hasta Colombia, incluyendo las Islas Galápagos. También en el Golfo de California.